# Elizabeth Yeats
Elizabeth Corbet Yeats (11 mars 1868 - 16 janvier 1940), connue sous le nom de Lolly, est une éducatrice et éditrice anglo-irlandaise. Elle travaille comme professeur d'art et a publié plusieurs livres sur l'art, et est l'une des fondatrices de Dun Emer Press qui a publié plusieurs ouvrages de son frère William Butler Yeats. Elle est la première éditrice commerciale en Irlande à travailler exclusivement avec des presses à main.

## Jeunesse et éducation
Elizabeth Corbet Yeats est née au 23 Fitzroy Road, Londres. Elle est la fille de l'artiste irlandais John Butler Yeats et de Susan Yeats (née Pollexfen). Elle est la sœur de Willima, Jack et Susan Mary "Lily" Yeats. Dès l'âge de quatre ans, elle vit à Merville, Sligo, chez son grand-père William Pollexfen. En novembre 1874, sa famille déménage au 14 Edith Villas, West Kensington, Londres. Sa gouvernante est Martha Jowitt de 1876 à 1879 avant que la famille ne déménage à Bedford Park, Chiswick, en 1878.
Yeats retourne à Howth, comté de Dublin en 1881. Elle s'inscrit, avec sa sœur Susan, à la Dublin Metropolitan School of Art en 1883 et suit des cours à la Royal Dublin Society.
La famille déménage à Eardley Crescent, South Kensington, Londres, en 1886. Pendant son séjour, Yeats commence à écrire de la fiction et publie un magazine fait maison, The Pleiades, avec six amis, contribuant « Story without a plot » au numéro de Noël 1888. De plus, elle publie 'Scamp et trois amis' dans The Vegetarian.
Yeats fréquente également la Chiswick School of Art avec sa sœur Susan et son frère Jack Butler Yeats, apprenant "le dessin à main levée dans toutes ses branches, la géométrie pratique et la perspective, la poterie et la peinture sur carreaux, le design à des fins décoratives".
Dans les années 1890, elle vit au 3 Blenheim Road, Bedford Park, Londres et suit une formation d'enseignante de maternelle au Froebel College de Bedford, Bedfordshire. Elle enseigne à la Bedford Park High School. En 1892, une fois sa formation terminée, elle enseigne en tant que maîtresse d'art invitée à la Froebel Society, à la Chiswick High School et à la Central Foundation School.

## Carrière
Elle assure des conférences et publie quatre manuels de peinture populaires: Brushwork (1896), Brushwork studies of flowers, fruits and animals (1898), Brushwork copy book (1899) et Elementary brushwork studies (1900) qui lui assurent un bon revenu.
Elle suit une formation et travaille comme professeur d'Art et est membre du cercle de William Morris à Londres avant que sa famille ne retourne à Dublin en 1900. Yeats écrit et crée l'œuvre d'art pour Elementary Brush-Work Studies (publié en 1900), un livre éducatif qui enseigne aux jeunes enfants la technique pour peindre des fleurs et des plantes en utilisant sa méthode simple. À la suggestion d'Emery Walker, qui travaille avec Morris à la Kelmscott Press, Yeats étudie l'imprimerie à la Women's Printing Society de Londres.

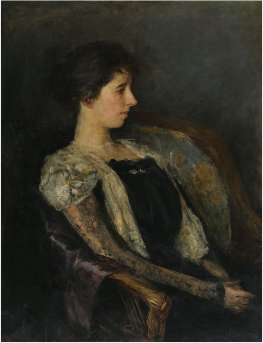
par Jack Butler Yeats, vers 1899.

À Dublin, elle accepte l'invitation pour rejoindre Evelyn Gleeson pour former la Dun Emer Guild avec Lily, qui est brodeuse. "Le nom Dun Emer (Fort d'Emer) est donné en l'honneur de Lady Emer, épouse du héros Cúchulainn, célèbre dans le folklore irlandais pour sa beauté et ses talents artistiques.". Yeats dirige la Dun Emer Press à partir de 1902 avec une presse à imprimer acquise d'un journal provincial. La presse est située à Runnymede, la maison d'Evelyn Gleeson. (Cette maison, située à Dundrum, est plus tard rebaptisée Dun Emer et a depuis été démolie). Celle - ci est créée dans le but de former des jeunes femmes à la reliure et à l'imprimerie ainsi qu'à la broderie et au tissage. En 1903, Yeats commence à imprimer et le premier livre de Dun Emer est In the seven woods (1903) de WB Yeats.
Bien qu'il soit une imprimeuse douée, les coûts dépassent la qualité du travail produit par Yeats, de sorte que la presse (comme la guilde) est souvent à risque financièrement. Onze livres, décorés de pastels par George William Russell, paraissent sous la marque Dun Emer, produites dans une salle du premier étage. Yeats a plusieurs désaccords avec son frère William au sujet de ses directives en tant que rédacteur littéraire. Elle n'aime pas non plus Evelyn Gleeson. En octobre 1906, elle se rend à New York pour faire la publicité de ses produits, et publie le dernier livre de Dun Emer, William's Discoveries (1907), fin novembre, lorsqu'elle retourne à Dublin.
Après de nombreuses années de relations tendues entre les sœurs Yeats et Evelyn Gleeson, leur relation commerciale prend finalement fin. Par la suite, en 1908, Lolly et son frère William fondent la Cuala Press, publiant plus de 70 livres dont 48 du poète. Yeats gère la presse tandis que sa sœur Lily contrôle la section de broderie. Cuala continue à être une entreprise familiale. Leur père, John Butler Yeats, doit réprimander son fils William pour avoir envoyé des lettres ouvertement critiques à ses sœurs au sujet de la presse. Cependant, Cuala produit de magnifiques livres : The green helmet and other poems de WB Yeats (1910) et une série de Broadsides (publiés de 1908 à 1915, avec des illustrations de Jack Yeats).
Yeats est le premier imprimeur commercial en Irlande à travailler exclusivement avec des presses à main. Elle travaille avec Cuala Press jusqu'à sa mort le 16 janvier 1940 d'hypertension artérielle et de troubles cardiaques.